# Jardin botanique du château de Vauville
 (août 2009).
Si vous disposez d'ouvrages ou d'articles de référence ou si vous connaissez des sites web de qualité traitant du thème abordé ici, merci de compléter l'article en donnant les références utiles à sa vérifiabilité et en les liant à la section « Notes et références ».
Le jardin botanique de Vauville également appelé Jardin du Voyageur, situé à la pointe nord-ouest de la presqu'île du Cotentin, abrite plus de 1 000 espèces de plantes de l'hémisphère austral. Le jardin a été inscrit à l'Inventaire supplémentaire des Monuments historiques en 1992 et labellisé « Jardin remarquable » en 2004.

## Le jardin

### Présentation
Créé en 1947 par Éric et Nicole Pellerin, le jardin botanique du château de Vauville occupe plus de 40 000 m2. Il abrite plus de 500 espèces de l’hémisphère austral ce qui lui confère une atmosphère subtropicale.
Constitué d'arbres et d'arbustes à feuilles persistantes formant un jardin permanent et utilisant les formes naturelles du terrain, le jardin fourmille d'Amaryllis, d'Echium pininana, de Senecio, d'Aloès et de Dimorphotheca s'épanouissant en pleine terre.
Le jardin est en perpétuelle évolution et malgré un site venté, il abrite de nombreuses espèces méditerranéennes sous forme d'un jardin naturel spontané.

### Les techniques et espèces

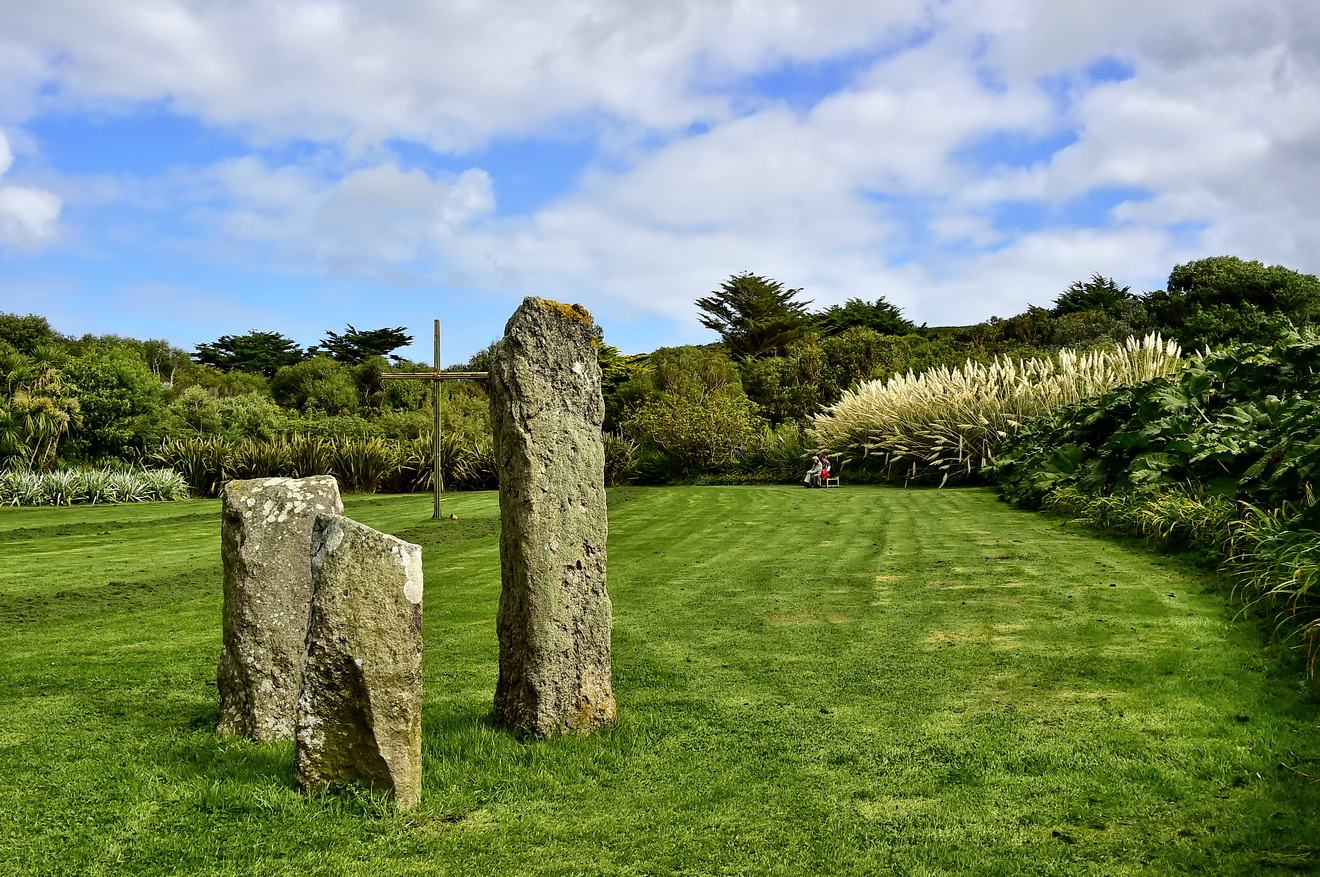
Jardin botanique de Vauville

Les végétaux les plus robustes ont été associés en masse pour former des haies brise-vent afin d'abriter les plantes les plus délicates.
L'eau courante du ruisseau qui alimentait les champs d'origine est utilisée dans différents bassins où poussent Crinum, Osmonde royale et autres plantes aquatiques.
La multiplicité des feuillages forme une palette d'une remarquable variété passant de l'argenté au vert le plus profond. Cyprès de Lambert, Cordylines australes, Trachycarpus, Escalonia... s'adaptent aux exigences d'un climat qui, bien que tempéré, n'est pas toujours facile.
Bambou, Palmier, Phormium, Fougère ou encore Gunnera à feuilles géantes accentuent le dépaysement du visiteur.
Malgré la violence et la persistance des vents d'ouest représentant un handicap certain, la dérive Nord-Atlantique du Gulf-Stream réchauffe cette côte nord-ouest du cap de la Hague, créant un environnement favorable à l'acclimatation de plantes inhabituelles sous cette latitude.
La volonté du créateur du jardin de Vauville est que les plantes y poussent naturellement, sans contraintes, dans un apparent désordre poétique.

### Prix et récompenses
Le jardin botanique du château de Vauville a été inscrit au titre des Monuments historiques en 1992. Il est labellisé Jardin remarquable en 2004.
Il a obtenu le prix « French Heritage society » ainsi que le prix « Pictet – Jardin – Patrimoine ».